# Пайшан, Лукас
Лукас Морейра Дуарте Пайшан (порт.-браз. Lucas Moreira Duarte Paixão; род. 2 сентября 1994, Сан-Паулу) — бразильский хоккеист (хоккей на траве), нападающий. Участник летних Олимпийских игр 2016 года, бронзовый призёр чемпионата Южной Америки 2013 года.

## Биография
Лукас Пайшан родился 2 сентября 1994 года в бразильском городе Сан-Паулу.
Первоначально занимался футболом. Был на просмотре в «Сантосе» и «Сан-Паулу», но обе попытки стать профессиональным футболистом оказались неудачными. С 12 лет параллельно играл в хоккей на траве.
В 15 лет дебютировал в юношеской сборной Бразилии по хоккею на траве. Выступал за «Флорианополис».
В 2013 году в составе сборной Бразилии завоевал бронзовую медаль чемпионата Южной Америки в Сантьяго. Стал лучшим снайпером команды на турнире, забив 4 мяча.
В 2016 году вошёл в состав сборной Бразилии по хоккею на траве на летних Олимпийских играх в Рио-де-Жанейро, занявшей 12-е место. Играл на позиции нападающего, провёл 5 матчей, мячей не забивал.
В том же году признан лучшим хоккеистом Бразилии.
В 2018 году на Hockey Series Open в Сантьяго стал лучшим игроком и снайпером турнира.
В 2013—2019 годах провёл за сборную Бразилии 76 матчей, забил 38 мячей.